# Бульвар Тухвата Янаби
Бульва́р Тухва́та Янаби́ — бульвар в жилом районе Инорс города Уфы. Является вторым по протяжённости среди уфимских бульваров. Пролегает с юга на север. Пересекает улицу Фронтовых бригад, Бульвар Баландина и Сельскую Богородскую улицу.
Назван в честь Тухвата Янаби — башкирского советского поэта, писателя и общественного деятеля.
Почтовый индекс — 450039, 450043, Код ОКАТО — 80401370000.
У-образный круговой перекрёсток Янаби/Сельская Богородская считается одним из четырех въездов в Инорс (наряду с перекрестками на Мушникова, Ферина и Лесунова).

## Интересные факты
В отличие от большинства улиц Уфы, где нумерация домов придерживается следующего правила: по ходу возрастания номеров нечётные дома располагаются слева, а чётные справа, на бульваре Тухвата Янаби принят обратный порядок нумерации.

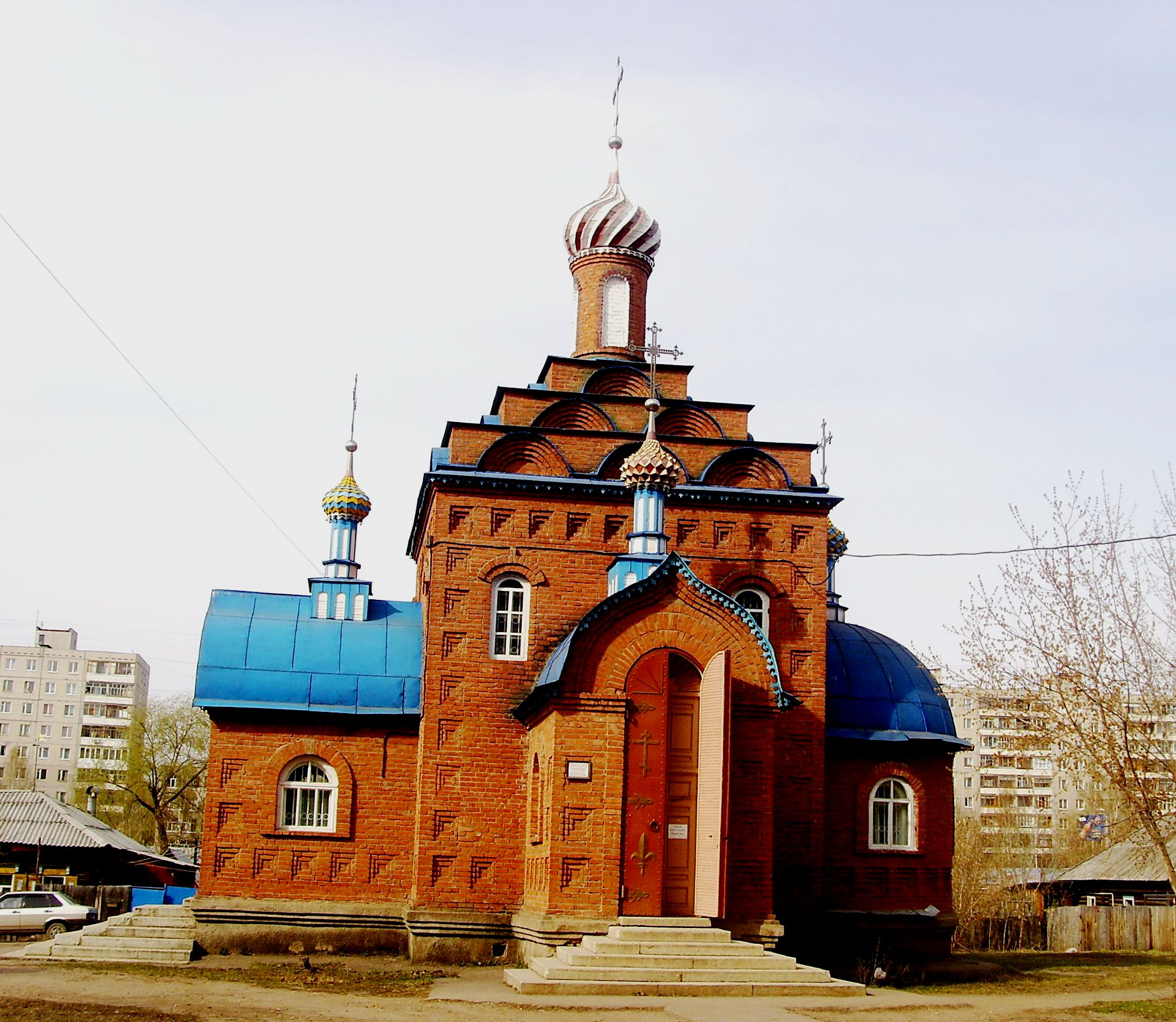
Часовня святого источника